# Campo Grande (Lisboa)
Campo Grande é um bairro e uma antiga freguesia portuguesa do concelho de Lisboa, com 10 514 habitantes (2011). Densidade: 4 291,4 hab/km².
Como consequência de uma reorganização administrativa, oficializada a 8 de novembro de 2012 e que entrou em vigor após as eleições autárquicas de 2013, foi determinada a extinção da freguesia, passando a quase totalidade do seu território a integrar uma versão muito alargada da freguesia de Alvalade, com apenas uma pequeníssima parcela de terreno junto à Segunda Circular a transitar para a vizinha freguesia de São Domingos de Benfica.
É no território desta antiga freguesia que se localiza a Cidade Universitária de Lisboa, o maior campus de ensino superior do país, e a Universidade de Lisboa.

## População
★ Nos anos de 1864 e 1878 pertencia ao concelho dos Olivais, extinto por decreto de 22/07/1886. Novos limites foram fixados pelo decreto-lei nº 42.142, de 07/02/1959
Grupos etários em 2001 e 2011			
		
| Nº de habitantes | Nº de habitantes | Nº de habitantes | Nº de habitantes | Nº de habitantes | Nº de habitantes | Nº de habitantes | Nº de habitantes | Nº de habitantes | Nº de habitantes | Nº de habitantes | Nº de habitantes | Nº de habitantes | Nº de habitantes | Nº de habitantes | Nº de habitantes |
| ---------------- | ---------------- | ---------------- | ---------------- | ---------------- | ---------------- | ---------------- | ---------------- | ---------------- | ---------------- | ---------------- | ---------------- | ---------------- | ---------------- | ---------------- | ---------------- |
| 1864             | 1878             | 1890             | 1900             | 1911             | 1920             | 1930             | 1940             | 1950             | 1960             | 1970             | 1981             | 1991             | 2001             | 2011             |                  |
| 1316             | 1376             | 1962             | 2209             | 2985             | 4398             | 8294             | 9122             | 31294            | 18900            | 15032            | 14653            | 12146            | 11148            | 10514            |                  |
|                  | +5%              | +43%             | +13%             | +35%             | +47%             | +89%             | +10%             | +243%            | -40%             | -20%             | -3%              | -17%             | -8%              | -6%              |                  |

|     | 0-14 anos    | 15-24 anos   | 25-64 anos   | 65 e + anos  |
| Hab | 1220 \| 1399 | 1485 \| 1062 | 5258 \| 5491 | 3185 \| 2562 |
| Var | +15%         | -28%         | +4%          | -20%         |

## Património
- Cruzeiro das Laranjeiras
- Palácio do Conde de Vimioso
- Casa da Quinta da Pimenta ou Casa da Madre Paula
- Edifício na Rua Ocidental ao Campo Grande, 101-103 ou Primitiva Casa de Joaquim Pires Mendes
- Edifício da Biblioteca Nacional de Lisboa e jardins envolventes, incluindo o património integrado e edificado
- Edifícios da Reitoria e das Faculdades de Letras e de Direito da Universidade de Lisboa (com traça de Porfírio Pardal Monteiro e António Pardal Monteiro e intervenções plásticas de Almada Negreiros, entre outros)
- Arquivo Nacional da Torre do Tombo
- Igreja dos Santos Reis Magos (Lisboa) ou Igreja Paroquial do Campo Grande

## Arruamentos
A freguesia do Campo Grande continha 62 arruamentos. Eram eles:
| - Alameda da Universidade - Avenida Cinco de Outubro - Avenida da Igreja - Avenida das Forças Armadas - Avenida de Roma - Avenida do Brasil - Avenida dos Combatentes - Avenida dos Estados Unidos da América - Avenida General Norton de Matos - Avenida Marechal Craveiro Lopes - Avenida Professor Aníbal de Bettencourt - Avenida Professor Egas Moniz - Avenida Professor Gama Pinto - Avenida Rui Nogueira Simões - Azinhaga das Galhardas - Azinhaga das Murtas - Azinhaga dos Barros - Campo Grande - Praça de Alvalade - Rua Aboim Ascensão - Rua Afonso Lopes Vieira - Rua Alberto de Oliveira | - Rua Alfredo Mesquita - Rua Antónia Pusich - Rua António Albino Machado - Rua António Aniceto Monteiro - Rua António Patrício - Rua Bernarda Ferreira de Lacerda - Rua Branca de Gonta Colaço - Rua Branca Edmée Marques - Rua Camilo Pessanha - Rua Castelo Branco Chaves - Rua das Murtas - Rua Dom Luís da Cunha - Rua Dr. João Soares - Rua Eduardo Vidal - Rua Engº Caldeira Rodrigues - Rua Ernesto de Vasconcelos - Rua Eugénio de Castro - Rua Fausto Guedes Teixeira - Rua Fernando Caldeira - Rua Fernando Pessoa | - Rua Florbela Espanca - Rua Frei Joaquim de Santa Rosa de Viterbo - Rua Guilherme de Azevedo - Rua Helena Félix - Rua João Lúcio - Rua Joaquim Rocha Cabral - Rua José Lins do Rego - Rua José Santa Camarão - Rua Mário de Sá Carneiro - Rua Mem de Sá - Rua Nuno Ferrari - Rua Odette de Saint-Maurice - Rua Paul Choffat - Rua Paul Harris - Rua Prof. António Flores - Rua Prof.ª Teresa Ambrósio - Rua Rosália de Castro - Rua Tomás da Fonseca - Rua Violante do Céu - Travessa Aboim Ascensão |